# Daireaux (partido)
Daireaux (Partido de Daireaux) is een partido in de Argentijnse provincie Buenos Aires. Het bestuurlijke gebied telt 15.857 inwoners. Tussen 1991 en 2001 steeg het inwoneraantal met 11,63.

## Plaatsen in partido Daireaux
- Daireaux
- Arboledas
- La Copeta
- La Larga
- Andant
- Mouras
- Freyre, Enrique Lavalle